# Fiat City Car X1/23

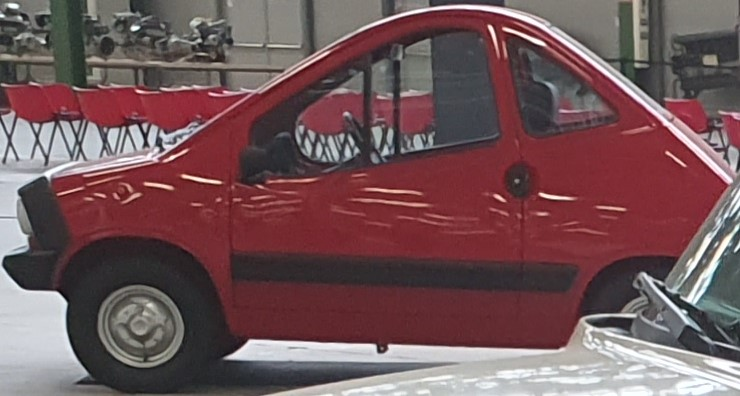
Fiat City Car X1/23

La Fiat City Car X1/23 est un prototype de voiture présenté par le constructeur italien Fiat S.p.A. au Salon International de l'Automobile de Turin en 1972.
Cette étude de style et conceptuelle révolutionnaire pour l'époque, menée par le Centro Ricerche Fiat venait compléter l'étude sur la sécurité menée par Fiat l'année précédente avec les modèles ESV.
Cette City Car fut définie comme une "étude de forme pour la voiture urbaine", d'un concept très novateur au niveau esthétique et motorisation.
Les dimensions réduites de la voiture : 
- longueur : 2642 mm,
- largeur : 1510 mm,
- hauteur : 1340 mm,

et son moteur électrique à courant continu développant 13.5 ch et contrôle électronique lui autorisait une vitesse maximale de 75 km/h avec une autonomie de 80 km.
Ses batteries au nickel-zinc d'une masse de 166 kg doublaient l'autonomie des batteries traditionnelles au plomb. 